# 張祥鳶
張祥鳶（1525年—1586年），字道卿，號虚庵，直隸鎮江府金壇縣人，明朝政治人物。

## 生平
嘉靖十九年（1540年）庚子科應天府鄉試第七十名舉人。嘉靖三十八年（1559年）中式己未科會試第二百二名，二甲第十三名進士。授户部主事，管临清鈔关，终年不得榷关一钱。历福建司员外郎、山东司郎中，官至雲南府知府。

## 家族
曾祖張昶，號松軒；祖父張鵬，號溟南；父張楫（1497年-1568年），字汝濟，號方溪，母孫氏，進士萬安知县孫公女。具庆下。弟祥煇、祥鸞、祥麃。妹夫于孔兼。

## 著作
- 《華陽洞稿》二十二卷